# Трансфер технологий
Tрансфер технологий (technology transfer) — успешное применение и/или адаптация технологии, знаний или результатов научных исследований, полученных в одной организации или сфере деятельности, для нужд другой (других) организации или сфер деятельности.
Различают 2 подхода к трансферу технологий:
- «продвижение» технологий на рынок (technology push) — когда результаты исследований, технологические решения и разработки, через демонстрационные мероприятия, популяризацию, создание опытных образцов, прототипов и т. д. «продвигаются» на рынок, где они могут быть востребованы производителями конечных продуктов,
- ориентация на рыночные технологические потребности (market pull) — проведение исследований, разработок, поиск технологических решений на основе анализа потребностей (запросов) конечных потребителей и/или производителей продукции.

Формы осуществления трансфера технологий включают в себя:
- передачу либо отчуждение исключительного права на результаты интеллектуальной деятельности (как правило, объекты промышленной собственности)
- предоставление права на использование объектов интеллектуальной собственности в рамках лицензий
- проведение различными фирмами и учёными совместных разработок и исследований (совместные проекты)
- передачу технологической документации (как правило, в рамках лицензий на ноу-хау)
- передачу технологических сведений, сопутствующих приобретению или аренде (лизингу) оборудования и машин
- информационный обмен в персональных контактах на семинарах, симпозиумах, выставках и т. п.
- наём новых квалифицированных сотрудников, обладающих определёнными знаниями
- организацию совместного предприятия

Во многих компаниях, университетах и государственных организациях существуют центры трансфера технологий, предназначенные для выявления, правовой охраны и последующего трансфера результатов научных исследований, обладающих коммерческим потенциалом, в сторонние организации либо отделы внутри организации, которые заинтересованы в коммерциализации таких результатов.
Коммерческое внедрение результатов исследования может различаться. Оно может включать лицензионные соглашения или создание совместных предприятий и партнёрства для разделения рисков и выгод от привнесения технологий на рынок.
Также если организация владелец не заинтересована в разработке новой технологии, другая компания может предоставить поддержку в виде инвестиций в саму организацию или становясь их первым крупным клиентом.